# Centro de Arte Contemporáneo de Burgos
El Centro de Arte Contemporáneo de Burgos también conocido como CAB de Burgos, es un centro dedicado al arte contemporáneo. Se ubica en la parte alta del centro histórico de la ciudad de Burgos, junto a la Iglesia de San Esteban.
El CAB abrió sus puertas en noviembre de 2003 y desde entonces acoge un variado programa expositivo que contiene muestras de las nuevas tendencias artísticas actuales. Además de las exposiciones que comprenden artistas del ámbito español e internacional, el centro realiza periódicamente actividades y talleres en paralelo para acercar la creación artística contemporánea a todos los públicos.

## Arquitectura

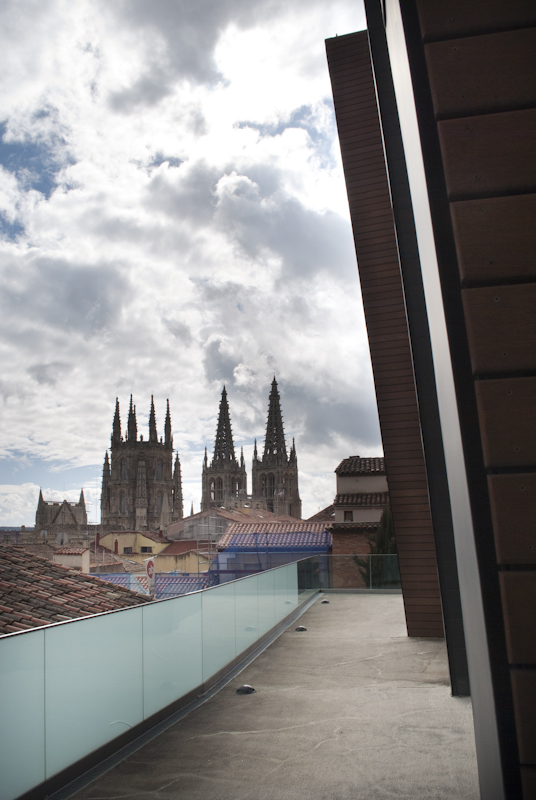
La catedral vista desde la terraza exterior del CAB

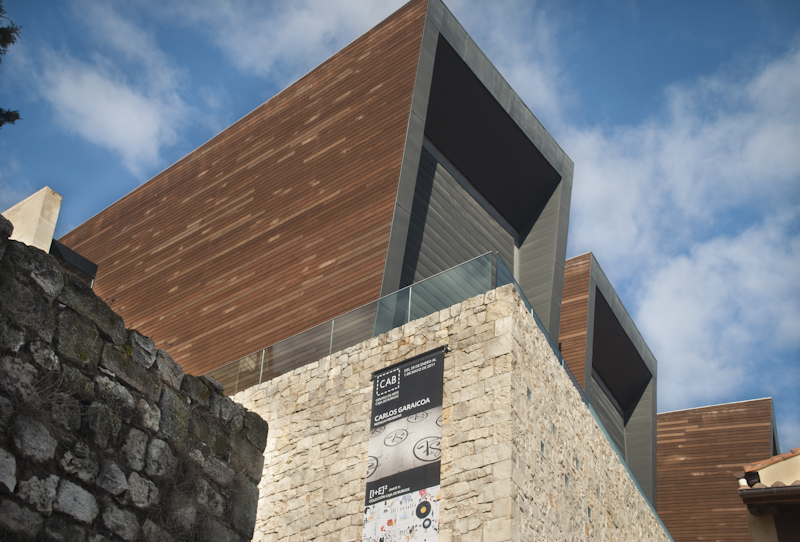
Fachada trasera del CAB

El CAB, un edificio proyectado por AU Arquitectos, se integra con discreción en la trama del casco histórico y a la vez se asoma a la ciudad aprovechando su situación elevada en la ladera del castillo.
El edificio se compone de dos partes fundamentalmente. La primera está parcialmente enterrada y se manifiesta al exterior como un zócalo realizado con un muro de mampostería. En su interior alberga varios almacenes privados y zonas de exposición junto con una sala de proyección. La segunda parte se eleva sobre la terraza que limita a la anterior en forma de tres volúmenes realizados con lamas de madera y que a modo de tres cajones se dirigen hacia la ciudad. En el interior, las tres cajas se conectan a través de pasarelas que ofrecen vistas panorámicas de la ciudad y que configuran los recorridos del espacio expositivo.

## Exposiciones
Año 2003
- Punto de encuentro.

Año 2004
- Vector: Este – Oeste
- Paloma Navares. "Obras 1990-2003".
- Sombras y deseos.
- Roland Fischer.
- Marisa González. "NUCLEAR LMNZ/Mecanismos de control".
- Juan Antonio Lleó. "Convergencias: electroacústica y Arte Digital".
- Joaquim Chancho.
- Territorios de silencio. "La colección 3".
- Daniel G. Verbis. "Animal ciego".
- Carmen Cámara. "Mécanic-cámara".
- Renes-Canal-Sáez.

Año 2005
- Presencias/ausencias.
- José María Yturralde.
- Xavier Veilhán. "Fantôme".
- Isidro Blasco. "Left behind".
- Arte y compromiso en Argentina.
- Monika Bravo. "No_name: [Frecuency+repetition]".
- Entre líneas.
- Pedro Calapez. "Lugares de pintura".
- Permanencias difusas.

Año 2006
- Entornos. Realidad/ficción.
- Guillermo Lledó. "A ambos lados".
- Prudencio Irazábal. "Highlights".
- Txomin Badiola. "Rêve sans fin".
- Isaac Montoya. "Palabras sin razones".
- Felicidad Moreno. "Espacio dinámico".
- Diversidades formales.
- Magdalena Correa. "Austral".
- nEUclear reactions.
- Máximo Trueba. "Verbos de silencio".

Año 2007
- Cao Guimarães. "Selección de obras".
- El hilo conductor.
- Jóvenes artistas Castilla y León 2006.
- Mateo Maté. "Paisajes uniformados".
- David Shrigley. "As son as posible".
- Manu Muniategiandikoetxea. "Baga biga higa".
- Marc Silver. "A message to my unconceived child".
- Fernando Maquieira.
- Florentino Díaz. "El estanque de las tormentas".

Año 2008
- Hiraki Sawa. Hako
- Marcel Van Eeden. "El arqueólogo. Los viajes de Oswald Sollmann".
- Fran Mohíno. "Who loves you dear?".
- Cuatro paredes. Rosa Rubio. "En el transcurso del tiempo".
- Colección Caja de Burgos. [I+E Adquisiciones recientes]
- Joris Laarman. "Stranger tan fiction".
- Nati Bermejo.
- The Royal Art Lodge.
- “molo”delicate erosion: a study in light and ephemeral space.
- Jaume Plensa.
- Julia Oschatz. "Dig your own grave".
- 4 paredes: Teresa Moro. "Emboscada".
- Belén Cerezo, Diego Movilla, José Luis Pinto.

Año 2009
- Ingo Giezendanner. "GRRRR".
- Martin Assig. "La presa/Die Beute".
- Cuatro paredes: Julián Valle. "Viaje de invierno".
- Isacio de la Fuente, Carmen Palomero, Santiago Polo.
- Gymkana móvil, un proyecto de Animatu.
- Bridger Baker.
- Pamen Pereira. "This is a love story".
- Álex Arrechea. "Todo, algo, nada".
- Perejaume. "Imágenes proyectadas".
- Ultreia e Suseia. "Un itinerario por el Camino de Santiago en Castilla y León".

Año 2010
- Rufo Criado. "En la distancia de la verde".
- Georges Rousse. "El mundo ilustrado".
- Cuatro paredes: Gabriel Kondratiuk.
- Eduard Resbier. "Estancia en el desierto".
- Geert Goiris. "Czar bomba".
- Iván Navarro. "Tierra de nadie".
- Luis Sáez. "En recuerdo".
- Cuatro paredes: Javier Calleja.
- Jacco Olivier.
- Javier Arce. "Primera exposición prestada".
- José María Guijarro.

Año 2011
- [I+E] 2.
- Carlos Garaicoa. "Noticias recientes".
- Javier Gutiérrez. "Irreverente".
- Pors & Rao. "Applied fiction".
- [I+E] 2. Artistas burgaleses.
- Gonzalo Puch. "Una jornada sin nubes".
- Hans Op The Beeck. "Sea of tranquillity".
- Diego del Pozo (P-4). "Casting 1971".

Año 2012
- Carla Arrocha y Stéphane Schraenen. "After".
- Francisco Infante y Nona Gurionova. "Artefactos".
- Cuatro paredes: Arancha Goyeneche. "After Winter comes spring".
- Eva Loozt. "Dis-cursos de agua".
- Meiro Koizumi. "Stories of a beautiful country".
- Pello Irazu. "Una oportunidad cada día".
- Gregorio Méndez. "Pulso".
- Burgos, marca de fábrica.

Año 2013
- Charris + Lejarraga. "Piel de asno".
- Cristina Lucas. "On air".
- Eduardo Gruber. "El buscador de oro".
- Colectivo Sio2. "La maleta".
- Agenda Santiago.
- Elena Blasco. "Ancha es Castilla".
- Lucy Skaer. "Force justify".
- El teatro del Arte. Colección “La Caixa” Arte Contemporáneo.

Año 2014
- Zilla Leutenegger. "At night".
- Narda Alvarado.
- Sacris y Gerardo Ibáñez. "Parejas en blanco y negro".
- Veintitantos. "Primeros tiempos".
- Inés Santamaría. "Mímesis".
- Fernando Martín Godoy. "Álbum".
- Gonzalo Sicre. "Géneros en la pintura".
- Pepe Medina. "Ciudad".
- Entorno crítico.

Año 2015
- Estética masiva.
- Remy and Veenhuizen. "Our World as a toolkit".
- Pedro Reyes. "El juego de la vida".
- Carlos Pérez Siquier. "La luz del mediterráneo".
- Marcos Chaves.
- Henry Moore. "Touch much Moore".
- Abigail Lazkoz. "Plasticidad maladaptativa".
- Lucia Koch. "La temperatura del aire".

Año 2016
- Sofía Táboas. "Azul sólido".
- Enrique Larroy. "Sobre sorpresa".
- Francisco Ortega. "La base y la potencia".
- María José Gómez Redondo, Fran López Bru, Andrea Baumgart. "Sentidos y sensiblididad".
- Eugenio Ampudia. "Laberinto Cósmico".
- Ausín Sáinz. "Autorretrato infiel".
- María Loboda. "Mmmmhhmmmmm".
- Alfonso Sicilia. "Iconografía improvisada".
- María Oriza. "Fortaleza derramada".
- Pintura entre patios.
- La cámara.

Año 2017
- Arriba al margen.
- Alejandro Corujeira. "El tórax de los sueños".
- Antonio Sanz de la Fuente.
- Food of war. "Tierras nubladas [Clouded Lands]".
- June Papineau. "¡Chopo viejo! Has caído".
- Juan Vallejo. "Doble espiral".
- Parsec! "Masquerade Parsec!".
- Paloma Navares. "Te pregunto, ¿son mariposas?".
- Rubén Martín de Lucas. "Geometrías de una presencia efímera".
- David Palacín. "Retorno a África".

Año 2018
- Javier Riera. "Luz Natural. Un vacío siempre distinto".
- Asunción Molinos Gordo. "El santísimo".
- Susana Talayero. "Relatos de entrenamiento".
- Fernando García. "Interiores".
- Eva Koch. "Ese sueño de paz".
- Solimán López. "Key Axis".
- Néstor Sanmiguel Diest. "Presentes simultáneos".
- Paco Algaba. "Volkgeist".
- Thierry Bazin. "Ce Grand Corps Unique".

Año 2019
- Miki Leal. "Mariposas y cocodrilos. Ensayo para una pieza camp".
- Laura Lío. "Dibujos a l espalda de tus ojos".
- Fernando Renes. "Chocobalto".
- Christian Villamide. "PERturbaciòns".
- Kitazu&Gomez. "Haggish Flash".
- Rafael Navarro. "Arquitectura".

Año 2020
- José Luis Serzo. "Archimétrica".
- Karin Bos. "Los ojos del extranjero. Expedición naturaleza".
- Mayte Santamaría. "Common People".
- David Magán. "Matter Matters".
- Álvaro Negro. "Todo lo que el cuadro sabía".
- Eduardo Cortils. "Un-Steady. n problemas ambientales".

Año 2021
- Carmen F. Sigler. "Eso importante que aún no puedo nombrar".
- Julián Valle. "El tejido del mundo".
- Leiko Ikemura. "Aún más mañanas".
- Javier Almalé y Jesús Bondía. "Historias de un lugar".
- Colección Fundación Caja de Burgos. "Sí mismo como otro".
- María José Castaño. "Lemniscata. El camino del agua".
- Montserrat Soto. "Carretera Al Imperio".
- Pedro Paricio. "Versión extendida".
- Pedro Vaz. "Num único acorde".

Año 2022
- Anaisa Franco. "Reshaping IDs, connecting realities".
- Humberto Poblete-Bustamante. "Caucau".
- Alán Carrasco. "¿A quién pertenece la Historia?".
- Félix de la Concha. "Restos de un naufragio".
- Ernesto Cánovas. "Hallazgos arqueológicos no autorizados".
- María Jesús G. Garcés. "Al final siempre son flores".
- Elvira Amor. "Verde llano, rosa oblicuo".
- Gonzalo Elvira. "Leer el sueño".
- Diana Velásquez. "Progreso en proceso".
- Ignacio Llamas. "En el vacío".